# Philonthus
Philonthus es un género de escarabajos de la familia Staphylinidae.

## Especies
- Philonthus abdicans
- Philonthus abdominalis
- Philonthus aberrans
- Philonthus aberti
- Philonthus abyssinus
- Philonthus acamas
- Philonthus accedens
- Philonthus acceptus
- Philonthus accipiter
- Philonthus acinonyx
- Philonthus acroleucus
- Philonthus acromyrmecis
- Philonthus actinus
- Philonthus activus
- Philonthus actocharis
- Philonthus actophilornis
- Philonthus aculeatus
- Philonthus acuminatus
- Philonthus addendus
- Philonthus adjacens
- Philonthus adversarius
- Philonthus adversus
- Philonthus aeger
- Philonthus aemulus
- Philonthus aeneipennis
- Philonthus aenescens
- Philonthus aeolus
- Philonthus aepyceros
- Philonthus aequalis
- Philonthus aeripennis
- Philonthus aerosus
- Philonthus aeruginosus
- Philonthus aethiopicus
- Philonthus aethiops
- Philonthus affinis
- Philonthus africanus
- Philonthus agapornis
- Philonthus alberti
- Philonthus albertisi
- Philonthus albilabris
- Philonthus albipes
- Philonthus alcelaphus
- Philonthus alcyoneus
- Philonthus alesi
- Philonthus alessmetanai
- Philonthus aletes
- Philonthus aliquatenus
- Philonthus alius
- Philonthus allardi
- Philonthus allardianus
- Philonthus alpinus
- Philonthus alterius
- Philonthus alticola
- Philonthus altivagans
- Philonthus alumnus
- Philonthus alutaceus
- Philonthus alutipennis
- Philonthus alveus
- Philonthus amamiensis
- Philonthus amandava
- Philonthus ambiguus
- Philonthus amicus
- Philonthus aminius
- Philonthus amplicollis
- Philonthus amplitarsis
- Philonthus ancora
- Philonthus andamanicus
- Philonthus andrewesi
- Philonthus anepsius
- Philonthus angolensis
- Philonthus anguinus
- Philonthus angularis
- Philonthus anguliceps
- Philonthus annae
- Philonthus antennarius
- Philonthus anthracinus
- Philonthus antidorcas
- Philonthus aokii
- Philonthus apheles
- Philonthus apicetestaceus
- Philonthus apicipunctus
- Philonthus aquila
- Philonthus arabicus
- Philonthus arabiensis
- Philonthus archangelicus
- Philonthus ardeotis
- Philonthus argus
- Philonthus argutus
- Philonthus arizonensis
- Philonthus armeniacus
- Philonthus arrowianus
- Philonthus arunensis
- Philonthus arvicanthis
- Philonthus asiaticus
- Philonthus asio
- Philonthus asper
- Philonthus asperulus
- Philonthus assamensis
- Philonthus atherurus
- Philonthus atkinsoni
- Philonthus atramentarius
- Philonthus atratoides
- Philonthus atratus
- Philonthus atricollis
- Philonthus atricoxis
- Philonthus audanti
- Philonthus auripennis
- Philonthus auroscutatus
- Philonthus aurosetosus
- Philonthus aurulentus
- Philonthus austellus
- Philonthus australis
- Philonthus avicola
- Philonthus azabuensis
- Philonthus azuripennis
- Philonthus bacchus
- Philonthus bakeri
- Philonthus balbus
- Philonthus balearica
- Philonthus bambusae
- Philonthus banalis
- Philonthus bangoranus
- Philonthus barbarae
- Philonthus basicornis
- Philonthus basipennis
- Philonthus bassus
- Philonthus batis
- Philonthus batotensis
- Philonthus beccarii
- Philonthus beesoni
- Philonthus belesis
- Philonthus belingaensis
- Philonthus bellator
- Philonthus bellatulus
- Philonthus belonuchoides
- Philonthus bengalensis
- Philonthus berytensis
- Philonthus bestialis
- Philonthus besucheti
- Philonthus bezdeki
- Philonthus bhutanensis
- Philonthus bicaudus
- Philonthus bicolor
- Philonthus bicoloratus
- Philonthus bicoloristylus
- Philonthus biguttulus
- Philonthus binotatus
- Philonthus bipartitus
- Philonthus birmanus
- Philonthus bishanus
- Philonthus bisignatus
- Philonthus bisinuatus
- Philonthus biskrensis
- Philonthus bitis
- Philonthus bleda
- Philonthus blossius
- Philonthus bolivianus
- Philonthus bonariensis
- Philonthus bonus
- Philonthus boreas
- Philonthus borneensis
- Philonthus bos
- Philonthus botaurus
- Philonthus bottegoi
- Philonthus brachypterus
- Philonthus bradypterus
- Philonthus brasilianus
- Philonthus brendelli
- Philonthus breviceps
- Philonthus brevithorax
- Philonthus brincki
- Philonthus broumandi
- Philonthus bruchianus
- Philonthus buanaensis
- Philonthus bubalornis
- Philonthus bubo
- Philonthus bucorvus
- Philonthus bulbifer
- Philonthus buphthalmus
- Philonthus burgeonianus
- Philonthus buruensis
- Philonthus busiris
- Philonthus caedator
- Philonthus caeruleipennis
- Philonthus caerulescens
- Philonthus caffer
- Philonthus cailleuxi
- Philonthus calabaria
- Philonthus caliensis
- Philonthus callosipennis
- Philonthus cambeforti
- Philonthus camelus
- Philonthus cameroni
- Philonthus cameronianus
- Philonthus campethera
- Philonthus canis
- Philonthus cantonneti
- Philonthus capeneri
- Philonthus capito
- Philonthus carbonarius
- Philonthus caribaeus
- Philonthus carinulatus
- Philonthus caroli
- Philonthus carpenteri
- Philonthus castaneicollis
- Philonthus castaneipennides
- Philonthus castaneus
- Philonthus castor
- Philonthus caucasicus
- Philonthus caurinus
- Philonthus cautus
- Philonthus cavifrons
- Philonthus celebensis
- Philonthus centralis
- Philonthus centropus
- Philonthus centropyge
- Philonthus cephalopholis
- Philonthus cerambus
- Philonthus cervus
- Philonthus ceryle
- Philonthus chandigarhensis
- Philonthus chappuisi
- Philonthus chatterjeei
- Philonthus cheesmani
- Philonthus chehirensis
- Philonthus chinensis
- Philonthus chiriquensis
- Philonthus chlorocephalus
- Philonthus chloropterus
- Philonthus christiei
- Philonthus chrysoscutum
- Philonthus chujoi
- Philonthus cinctipennis
- Philonthus cinctulus
- Philonthus cinctus
- Philonthus cingulatus
- Philonthus circaetus
- Philonthus circumcinctus
- Philonthus circumductus
- Philonthus civettictis
- Philonthus clanga
- Philonthus clementi
- Philonthus cliens
- Philonthus cochleatus
- Philonthus coelestis
- Philonthus coetus
- Philonthus cognatus
- Philonthus coiffaiti
- Philonthus coiffaitianus
- Philonthus colius
- Philonthus collarti
- Philonthus collis
- Philonthus colobus
- Philonthus columbianus
- Philonthus combustus
- Philonthus commodatus
- Philonthus communis
- Philonthus comoranus
- Philonthus complicatus
- Philonthus concinnus
- Philonthus concolor
- Philonthus confertus
- Philonthus confinis
- Philonthus congoensis
- Philonthus congruens
- Philonthus conrava
- Philonthus consors
- Philonthus constricticeps
- Philonthus convalescens
- Philonthus convexicollis
- Philonthus convexus
- Philonthus coprophilus
- Philonthus coracion
- Philonthus corallipennis
- Philonthus cordilleranus
- Philonthus coris
- Philonthus corruscus
- Philonthus corvinus
- Philonthus couleensis
- Philonthus crassicornis
- Philonthus crecopsis
- Philonthus cribrellus
- Philonthus cribricephalicus
- Philonthus cribriceps
- Philonthus cribripennis
- Philonthus cribriventris
- Philonthus cricetomys
- Philonthus crinitus
- Philonthus crocidura
- Philonthus crocodylus
- Philonthus crotchi
- Philonthus cruentatus
- Philonthus cruenticollis
- Philonthus cruentus
- Philonthus csikii
- Philonthus cuculus
- Philonthus cumaeus
- Philonthus cunctans
- Philonthus cunctator
- Philonthus cupreonitens
- Philonthus cupreotinctus
- Philonthus currax
- Philonthus curvabilis
- Philonthus cyanelytrius
- Philonthus cyaneoaureus
- Philonthus cyaneoviolaceus
- Philonthus cyanipennis
- Philonthus cyanopterus
- Philonthus cyclopius
- Philonthus cylindricollis
- Philonthus daimio
- Philonthus dampfi
- Philonthus danicus
- Philonthus dasypeltis
- Philonthus dauloensis
- Philonthus davus
- Philonthus debiliformis
- Philonthus debilis
- Philonthus decoloratus
- Philonthus decorus
- Philonthus dejectus
- Philonthus deleterius
- Philonthus delicatulus
- Philonthus delusor
- Philonthus dendroaspis
- Philonthus dendropicos
- Philonthus densecaudatus
- Philonthus densicauda
- Philonthus densipennis
- Philonthus densiventris
- Philonthus densus
- Philonthus dentiphallus
- Philonthus deplanatus
- Philonthus depravus
- Philonthus depressipennis
- Philonthus derivatus
- Philonthus diabolicus
- Philonthus diamantinus
- Philonthus diatrechoides
- Philonthus diceros
- Philonthus dichrous
- Philonthus dictator
- Philonthus differens
- Philonthus dignus
- Philonthus dilutipes
- Philonthus dimidiaticornis
- Philonthus dimidiatipennis
- Philonthus dimorphus
- Philonthus dinemellia
- Philonthus dionysiae
- Philonthus discedens
- Philonthus discipennis
- Philonthus discoideus
- Philonthus discrepens
- Philonthus discretus
- Philonthus dispersus
- Philonthus dissentaneus
- Philonthus distincticornis
- Philonthus distinctus
- Philonthus divergens
- Philonthus dohertyi
- Philonthus donckieri
- Philonthus doriae
- Philonthus dorylophilus
- Philonthus drescheri
- Philonthus dryas
- Philonthus duodecimpunctatus
- Philonthus duplex
- Philonthus duplicatus
- Philonthus duploseriatus
- Philonthus ebeninus
- Philonthus egelegus
- Philonthus eidmannianus
- Philonthus electus
- Philonthus elegantissimus
- Philonthus elegantulus
- Philonthus elgonensis
- Philonthus emas
- Philonthus emberiza
- Philonthus emdeni
- Philonthus emdenoides
- Philonthus ephippium
- Philonthus epomops
- Philonthus eremitalpa
- Philonthus eriwanensis
- Philonthus erraticus
- Philonthus eryx
- Philonthus estrilda
- Philonthus euphorbiarum
- Philonthus euplectes
- Philonthus eustilboides
- Philonthus exactus
- Philonthus excellens
- Philonthus excelsior
- Philonthus excelsus
- Philonthus exemplaris
- Philonthus explorator
- Philonthus exsectus
- Philonthus facialis
- Philonthus fageli
- Philonthus fagniezi
- Philonthus falco
- Philonthus fanynkae
- Philonthus fasciiventris
- Philonthus fasciventrides
- Philonthus fassli
- Philonthus fatalis
- Philonthus fauvelianus
- Philonthus fenestratus
- Philonthus fenyesi
- Philonthus feralis
- Philonthus ferreipennis
- Philonthus ferreirai
- Philonthus ferreiranus
- Philonthus fibularius
- Philonthus figulus
- Philonthus fijiensis
- Philonthus filator
- Philonthus filius
- Philonthus finitoris
- Philonthus fischeri
- Philonthus fissatus
- Philonthus fissilis
- Philonthus flavibasis
- Philonthus flavicauda
- Philonthus flavipes
- Philonthus flaviventris
- Philonthus flavocinctus
- Philonthus flavohumeralis
- Philonthus flavolimbatus
- Philonthus flavomaculatus
- Philonthus flavoscutellatus
- Philonthus flavoterminatus
- Philonthus fletcheri
- Philonthus flohri
- Philonthus floresi
- Philonthus flumineus
- Philonthus foetidus
- Philonthus formicarius
- Philonthus formosae
- Philonthus forsteri
- Philonthus forticornis
- Philonthus franzi
- Philonthus fraseri
- Philonthus fraxinatus
- Philonthus freyi
- Philonthus frigidoides
- Philonthus frigidus
- Philonthus fugax
- Philonthus fulcinius
- Philonthus fulgipennides
- Philonthus fulgipennis
- Philonthus fulvitarsis
- Philonthus fumarius
- Philonthus funeralis
- Philonthus fungicelebrans
- Philonthus furcifer
- Philonthus furvus
- Philonthus fuscatus
- Philonthus fuscus
- Philonthus fusiformis
- Philonthus gabonensis
- Philonthus gaerdesi
- Philonthus gagates
- Philonthus galago
- Philonthus ganeshensis
- Philonthus gardneri
- Philonthus gaudens
- Philonthus gaudichaudii
- Philonthus gavius
- Philonthus gawensis
- Philonthus gedyeanus
- Philonthus gemelloides
- Philonthus gemellus
- Philonthus geminus
- Philonthus gentilicius
- Philonthus gentilis
- Philonthus gestroi
- Philonthus geus
- Philonthus ghilarovi
- Philonthus gigas
- Philonthus gilleti
- Philonthus gilvisuturatus
- Philonthus giraffa
- Philonthus girardi
- Philonthus glaberrimus
- Philonthus glenelgi
- Philonthus gopheri
- Philonthus gorokaensis
- Philonthus gracilentus
- Philonthus gracilior
- Philonthus gracillimus
- Philonthus grandicollis
- Philonthus graphiurus
- Philonthus grassei
- Philonthus gratiosus
- Philonthus griseolus
- Philonthus guatemalenus
- Philonthus guerreroensis
- Philonthus gulmargensis
- Philonthus gypaetus
- Philonthus haematodes
- Philonthus haliaeetus
- Philonthus haliophis
- Philonthus hanskii
- Philonthus hapalemur
- Philonthus hargreavesi
- Philonthus havai
- Philonthus havaniensis
- Philonthus hebridensis
- Philonthus heilongjiangensis
- Philonthus heliosciurus
- Philonthus helvolus
- Philonthus hepaticus
- Philonthus herberti
- Philonthus heterodoxus
- Philonthus heterogaster
- Philonthus heteropus
- Philonthus hippopotamus
- Philonthus hirsutus
- Philonthus hirtiventris
- Philonthus hoegei
- Philonthus horridulus
- Philonthus hospes
- Philonthus hova
- Philonthus hromadkai
- Philonthus hudsonicus
- Philonthus humbloti
- Philonthus humeralis
- Philonthus humidus
- Philonthus humilis
- Philonthus hybridus
- Philonthus hydrocynus
- Philonthus hylaeus
- Philonthus hypargos
- Philonthus hyperolius
- Philonthus ichor
- Philonthus idiocerus
- Philonthus idoneus
- Philonthus igacus
- Philonthus ignipennis
- Philonthus ildefonso
- Philonthus imperialis
- Philonthus impuncticollis
- Philonthus inachus
- Philonthus incertus
- Philonthus incisiventris
- Philonthus incisus
- Philonthus inclitus
- Philonthus incognitus
- Philonthus inconspicuus
- Philonthus incultus
- Philonthus indicator
- Philonthus indicus
- Philonthus indigaceus
- Philonthus indubius
- Philonthus industanus
- Philonthus infantilis
- Philonthus infidelis
- Philonthus infirmus
- Philonthus ingratulus
- Philonthus inimicus
- Philonthus inipendezius
- Philonthus innocuus
- Philonthus interantennalis
- Philonthus intermedius
- Philonthus intermistus
- Philonthus interocularis
- Philonthus interpositus
- Philonthus iopterus
- Philonthus irakoiranicus
- Philonthus irania
- Philonthus iridescens
- Philonthus iridicollis
- Philonthus irinus
- Philonthus iris
- Philonthus irritans
- Philonthus ischnocerus
- Philonthus islamicus
- Philonthus jacksoni
- Philonthus jacobsoni
- Philonthus jaculus
- Philonthus jalapensis
- Philonthus janaki
- Philonthus janus
- Philonthus japonicus
- Philonthus jarrigei
- Philonthus javanus
- Philonthus jeanneli
- Philonthus jeholensis
- Philonthus jelineki
- Philonthus jelinekianus
- Philonthus jenseni
- Philonthus jilinensis
- Philonthus jocquei
- Philonthus jonenensis
- Philonthus jucundus
- Philonthus junius
- Philonthus jurecekianus
- Philonthus jurgans
- Philonthus juvenilis
- Philonthus kainpitensis
- Philonthus kamerunensis
- Philonthus kamimurai
- Philonthus kanalensis
- Philonthus kapanganus
- Philonthus karimuensis
- Philonthus kasaiensis
- Philonthus kashituensis
- Philonthus kashmiranus
- Philonthus kashmiricus
- Philonthus kaszabi
- Philonthus katangaensis
- Philonthus kempi
- Philonthus kenyanus
- Philonthus kerinciensis
- Philonthus khouzestanicus
- Philonthus kiangsiensis
- Philonthus kiautschauensis
- Philonthus kigenius
- Philonthus kisirensis
- Philonthus kivuensis
- Philonthus kiyoyamai
- Philonthus klimschi
- Philonthus kobensis
- Philonthus kobus
- Philonthus kochianus
- Philonthus kotgarhensis
- Philonthus kraatzi
- Philonthus krali
- Philonthus kremeni
- Philonthus kristenseni
- Philonthus kuboni
- Philonthus labastiei
- Philonthus labdanus
- Philonthus labeo
- Philonthus labilis
- Philonthus laetipennis
- Philonthus laetus
- Philonthus laevicollis
- Philonthus laevis
- Philonthus laeviventris
- Philonthus lagonosticta
- Philonthus laminatus
- Philonthus lamtoensis
- Philonthus lan
- Philonthus lanius
- Philonthus lasti
- Philonthus laticornis
- Philonthus latiusculus
- Philonthus laxatus
- Philonthus leai
- Philonthus lebkanus
- Philonthus lecontei
- Philonthus lecoqi
- Philonthus lederi
- Philonthus leechensis
- Philonthus leonensis
- Philonthus lephiobagrus
- Philonthus lepidus
- Philonthus lepineyi
- Philonthus leptocerus
- Philonthus leptophilus
- Philonthus leucopygus
- Philonthus leucotus
- Philonthus levatis
- Philonthus leveri
- Philonthus lewisius
- Philonthus leyei
- Philonthus lidarensis
- Philonthus limaensis
- Philonthus limbipennis
- Philonthus limbukus
- Philonthus limulus
- Philonthus lindbergi
- Philonthus lindrothi
- Philonthus lineiventris
- Philonthus lineolatus
- Philonthus linki
- Philonthus liopterus
- Philonthus lissonurus
- Philonthus lisu
- Philonthus litocranius
- Philonthus loensis
- Philonthus lomatus
- Philonthus longicornis
- Philonthus loxodonta
- Philonthus lualabaensis
- Philonthus lubomirhromadkai
- Philonthus lubomiri
- Philonthus lucanicornis
- Philonthus lucidanus
- Philonthus luenaensis
- Philonthus lugubris
- Philonthus lulengae
- Philonthus luluanus
- Philonthus luteocinctus
- Philonthus lutjanus
- Philonthus luxurians
- Philonthus lyaysteri
- Philonthus lybius
- Philonthus lynchi
- Philonthus mabuya
- Philonthus macellus
- Philonthus macilentus
- Philonthus macronectes
- Philonthus macronyx
- Philonthus maculatus
- Philonthus maculicollis
- Philonthus maculipennis
- Philonthus madangensis
- Philonthus madianus
- Philonthus madurensis
- Philonthus mafuluanus
- Philonthus mahagianus
- Philonthus maindroni
- Philonthus malaccanus
- Philonthus malaisei
- Philonthus malcolmi
- Philonthus maleunius
- Philonthus malleus
- Philonthus mandrillus
- Philonthus manis
- Philonthus mannerheimi
- Philonthus manyemae
- Philonthus marcescens
- Philonthus marcidus
- Philonthus marginatus
- Philonthus marginellus
- Philonthus marginipennis
- Philonthus maridadus
- Philonthus marojejy
- Philonthus marphensis
- Philonthus marshalli
- Philonthus maryensis
- Philonthus maskinius
- Philonthus mateui
- Philonthus mcnamarae
- Philonthus meges
- Philonthus mehelya
- Philonthus melaenornis
- Philonthus melampus
- Philonthus melancholicus
- Philonthus melanopus
- Philonthus menai
- Philonthus mercurii
- Philonthus merops
- Philonthus merorientis
- Philonthus mesophoyx
- Philonthus metallifer
- Philonthus methneri
- Philonthus micans
- Philonthus micanticollis
- Philonthus micantoides
- Philonthus mifanus
- Philonthus mimeticus
- Philonthus mimus
- Philonthus minimus
- Philonthus minutus
- Philonthus mirei
- Philonthus mivutanus
- Philonthus mjobergi
- Philonthus mlogosiensis
- Philonthus mnemon
- Philonthus mocquerysi
- Philonthus modestus
- Philonthus modus
- Philonthus mollis
- Philonthus monachus
- Philonthus monaeses
- Philonthus mongolicus
- Philonthus montanellus
- Philonthus montivagans
- Philonthus montivagus
- Philonthus morio
- Philonthus mormyrops
- Philonthus morosus
- Philonthus motoensis
- Philonthus moucheti
- Philonthus multicolor
- Philonthus muluensis
- Philonthus mundus
- Philonthus murex
- Philonthus musonoiensis
- Philonthus musurus
- Philonthus nairobianus
- Philonthus nairobiensis
- Philonthus naja
- Philonthus nakanei
- Philonthus natalensis
- Philonthus navarretei
- Philonthus nectarinia
- Philonthus neglectus
- Philonthus negligens
- Philonthus neonatus
- Philonthus neoniger
- Philonthus nepos
- Philonthus neptunus
- Philonthus neuter
- Philonthus nguembaensis
- Philonthus nigerrimus
- Philonthus nigriceps
- Philonthus nigricolor
- Philonthus nigricoxis
- Philonthus nigrinus
- Philonthus nigripes
- Philonthus nigrita
- Philonthus nigrocinctus
- Philonthus nigrolucens
- Philonthus nigroscutellatus
- Philonthus nimbicola
- Philonthus nimboides
- Philonthus nimeaglius
- Philonthus nimeikopus
- Philonthus nipponicus
- Philonthus nitidicollis
- Philonthus nitidus
- Philonthus novaeguineae
- Philonthus novellus
- Philonthus nudus
- Philonthus numata
- Philonthus numida
- Philonthus nuristanicus
- Philonthus nycteris
- Philonthus oberti
- Philonthus obex
- Philonthus oblitus
- Philonthus obliviosus
- Philonthus obsoletipennis
- Philonthus obsoletus
- Philonthus occidentalis
- Philonthus occipitalis
- Philonthus occultus
- Philonthus ochricornis
- Philonthus ochripennis
- Philonthus ochromerus
- Philonthus octopunctus
- Philonthus ocularis
- Philonthus oculatus
- Philonthus ocypoides
- Philonthus oenotrus
- Philonthus ohizumi
- Philonthus okapia
- Philonthus opacigaster
- Philonthus opacipennis
- Philonthus ophthalmicus
- Philonthus orcinus
- Philonthus oreophilus
- Philonthus orientalis
- Philonthus orientis
- Philonthus ornatus
- Philonthus orphanus
- Philonthus osteolaemus
- Philonthus ottoi
- Philonthus ovaliceps
- Philonthus ovatus
- Philonthus overlaeti
- Philonthus overlaetianus
- Philonthus oviceps
- Philonthus ovithorax
- Philonthus oxyura
- Philonthus paederoides
- Philonthus paederomimus
- Philonthus paganettii
- Philonthus pagmanensis
- Philonthus pahangensis
- Philonthus pakanus
- Philonthus palcoensis
- Philonthus palliatus
- Philonthus pallidicauda
- Philonthus pallidipennis
- Philonthus pallipes
- Philonthus palmatus
- Philonthus palustris
- Philonthus pan
- Philonthus pandion
- Philonthus panelii
- Philonthus pantodon
- Philonthus papio
- Philonthus papuanus
- Philonthus papyrocranus
- Philonthus paradoxus
- Philonthus parajaponicus
- Philonthus paramerus
- Philonthus parcipennis
- Philonthus parciventris
- Philonthus parehmontanus
- Philonthus pareutropicus
- Philonthus particeps
- Philonthus parustus
- Philonthus parvicornis
- Philonthus pauliani
- Philonthus pauper
- Philonthus pauxillus
- Philonthus pavidus
- Philonthus pedarius
- Philonthus pedetes
- Philonthus pelecanus
- Philonthus peliomeroides
- Philonthus peliomerus
- Philonthus peliomixtus
- Philonthus pellax
- Philonthus pelomedusa
- Philonthus pendleburyi
- Philonthus peratriceps
- Philonthus peregrinus
- Philonthus perfidiosus
- Philonthus perfusorius
- Philonthus perillustris
- Philonthus peringueyi
- Philonthus peripateticus
- Philonthus perniger
- Philonthus perroti
- Philonthus persimilis
- Philonthus perthenus
- Philonthus pervagus
- Philonthus perversus
- Philonthus pettiti
- Philonthus phacochoerus
- Philonthus phaon
- Philonthus philetarius
- Philonthus philippinus
- Philonthus phoculus
- Philonthus piceatus
- Philonthus picimanus
- Philonthus picticollis
- Philonthus pilicornis
- Philonthus pilipennis
- Philonthus pilosus
- Philonthus plasoni
- Philonthus platalea
- Philonthus ploceus
- Philonthus plotosus
- Philonthus pluripunctus
- Philonthus polemaetus
- Philonthus polihierax
- Philonthus politulus
- Philonthus politus
- Philonthus pollens
- Philonthus pollux
- Philonthus ponderosus
- Philonthus poppiusi
- Philonthus populus
- Philonthus porus
- Philonthus potakus
- Philonthus praetor
- Philonthus preangeranus
- Philonthus prescottianus
- Philonthus pressus
- Philonthus primarius
- Philonthus prismalis
- Philonthus procavia
- Philonthus productus
- Philonthus profelis
- Philonthus prolatus
- Philonthus prolixicornis
- Philonthus promerops
- Philonthus proportionalis
- Philonthus pseudabyssinus
- Philonthus pseudeustilbus
- Philonthus pseudoconvalescens
- Philonthus pseudogeminus
- Philonthus pseudolodes
- Philonthus pseudolus
- Philonthus pseudonigriceps
- Philonthus pseudoquedius
- Philonthus pseudosulcatus
- Philonthus pseudotardus
- Philonthus pseudovarians
- Philonthus pseudovarius
- Philonthus psittacus
- Philonthus ptilopsis
- Philonthus puberulus
- Philonthus pubes
- Philonthus pulcher
- Philonthus pulcherrimus
- Philonthus pulchricolor
- Philonthus punctativentris
- Philonthus punctifer
- Philonthus punctipennis
- Philonthus punctus
- Philonthus purpuripennis
- Philonthus pyrenaeus
- Philonthus pyropterus
- Philonthus python
- Philonthus pytilia
- Philonthus quadraticeps
- Philonthus quadricollis
- Philonthus quadricolor
- Philonthus quadripunctulus
- Philonthus quadrulus
- Philonthus quediodes
- Philonthus quediomimus
- Philonthus quelea
- Philonthus quirinus
- Philonthus quisquiliariformis
- Philonthus quisquiliarius
- Philonthus rabidus
- Philonthus ralumensis
- Philonthus ramosus
- Philonthus raphicerus
- Philonthus rauli
- Philonthus rectangulus
- Philonthus recticollis
- Philonthus rectilaterus
- Philonthus rectus
- Philonthus reitterianus
- Philonthus remotus
- Philonthus renominatus
- Philonthus repetitus
- Philonthus rhinopoma
- Philonthus rhodesiae
- Philonthus rhodesianus
- Philonthus ridens
- Philonthus ridiculus
- Philonthus riedeli
- Philonthus riftensis
- Philonthus riparius
- Philonthus rivularis
- Philonthus robinsoni
- Philonthus roeri
- Philonthus rollei
- Philonthus roscius
- Philonthus rotundicollis
- Philonthus rougemonti
- Philonthus rubricatus
- Philonthus rubricollis
- Philonthus rubripennis
- Philonthus rubromaculatus
- Philonthus rudebecki
- Philonthus rudipennis
- Philonthus rufescens
- Philonthus ruficauda
- Philonthus rufimanus
- Philonthus rufimargo
- Philonthus rufipes
- Philonthus rufithorax
- Philonthus rufoniger
- Philonthus rufoplagiatus
- Philonthus rufotibialis
- Philonthus rufulus
- Philonthus rufus
- Philonthus rugosipennis
- Philonthus rugulipennis
- Philonthus ruminator
- Philonthus ruweanus
- Philonthus ryukyuensis
- Philonthus sabine
- Philonthus sadales
- Philonthus sagittarius
- Philonthus salinus
- Philonthus sallaei
- Philonthus salti
- Philonthus sanamus
- Philonthus sanguineus
- Philonthus sanguinipennis
- Philonthus sanguinithorax
- Philonthus sanguinolentus
- Philonthus sanguinosus
- Philonthus saphyreus
- Philonthus sarawakensis
- Philonthus satanus
- Philonthus schaeuffelei
- Philonthus schroederi
- Philonthus schuelkei
- Philonthus schuhi
- Philonthus schwarzi
- Philonthus scintillatus
- Philonthus scotopelia
- Philonthus scotti
- Philonthus secus
- Philonthus segregatus
- Philonthus selangorensis
- Philonthus semiaenescens
- Philonthus semialutaceus
- Philonthus semicupreus
- Philonthus semicyaneus
- Philonthus semiruber
- Philonthus semunciarius
- Philonthus senegalensis
- Philonthus senium
- Philonthus sepilibilis
- Philonthus septentrionum
- Philonthus sequens
- Philonthus serenus
- Philonthus sericans
- Philonthus sericatus
- Philonthus sericeicollis
- Philonthus sericeus
- Philonthus sericinus
- Philonthus servilis
- Philonthus sessor
- Philonthus seticornis
- Philonthus sexpunctatus
- Philonthus shangzhiensis
- Philonthus sharpi
- Philonthus shoueni
- Philonthus siculus
- Philonthus silvaticus
- Philonthus silvestris
- Philonthus silvicola
- Philonthus simonae
- Philonthus simpliciventris
- Philonthus sinayotus
- Philonthus singgalangensis
- Philonthus singhalensis
- Philonthus sinuatocollis
- Philonthus sinus
- Philonthus sithanus
- Philonthus siwalikensis
- Philonthus smaragdinus
- Philonthus smetanai
- Philonthus smithornis
- Philonthus socius
- Philonthus solidus
- Philonthus somaliensis
- Philonthus sordidioides
- Philonthus soricinus
- Philonthus spadiceus
- Philonthus sparsipennis
- Philonthus specialis
- Philonthus speciosus
- Philonthus specularis
- Philonthus speculicollis
- Philonthus speculipennis
- Philonthus speculum
- Philonthus sphagnorum
- Philonthus spiniformis
- Philonthus spinipes
- Philonthus splendens
- Philonthus squalidus
- Philonthus staudingeri
- Philonthus steineri
- Philonthus stenocephalus
- Philonthus stercorosus
- Philonthus stictus
- Philonthus stiphrogaster
- Philonthus stolzmanni
- Philonthus straatmani
- Philonthus stragulatus
- Philonthus strandi
- Philonthus stygialis
- Philonthus stysi
- Philonthus suavus
- Philonthus subaeneicollis
- Philonthus subcingulatus
- Philonthus subdecorus
- Philonthus subfoetidus
- Philonthus subjectus
- Philonthus sublaevipennis
- Philonthus sublaevis
- Philonthus sublucanus
- Philonthus submicans
- Philonthus subnitens
- Philonthus subpunctipennis
- Philonthus subrufus
- Philonthus subtilepunctatus
- Philonthus subvarians
- Philonthus subvirescens
- Philonthus succicola
- Philonthus succinctus
- Philonthus sula
- Philonthus sulcatus
- Philonthus sumatrensis
- Philonthus sumbaensis
- Philonthus surikata
- Philonthus suspectus
- Philonthus suspiciosus
- Philonthus suspiritus
- Philonthus sutteri
- Philonthus suturorubineous
- Philonthus svanetiensis
- Philonthus sylvicolides
- Philonthus sylvisorex
- Philonthus syncerus
- Philonthus synodontis
- Philonthus tabius
- Philonthus tachiniformis
- Philonthus tachornis
- Philonthus tachymarptis
- Philonthus tachyoryctidis
- Philonthus tadarida
- Philonthus tahitiensis
- Philonthus taiwanensis
- Philonthus takaiensis
- Philonthus takanoi
- Philonthus tamulus
- Philonthus tandalensis
- Philonthus tangamanus
- Philonthus taphozous
- Philonthus tardus
- Philonthus tarsalis
- Philonthus taterae
- Philonthus taunggyiensis
- Philonthus taxiplagoides
- Philonthus tchagra
- Philonthus teleskopus
- Philonthus temporalis
- Philonthus tenellicornis
- Philonthus tenuemicans
- Philonthus tenuepunctatus
- Philonthus tenuicornis
- Philonthus tenuimarginatus
- Philonthus terathopius
- Philonthus tergobimaculatus
- Philonthus tergomaculatus
- Philonthus terminipennis
- Philonthus terpsiphone
- Philonthus testaceipennis
- Philonthus testaceocinctus
- Philonthus testudo
- Philonthus tetramerus
- Philonthus tetricus
- Philonthus thailandicus
- Philonthus theveneti
- Philonthus thoracicus
- Philonthus threskiornis
- Philonthus tienmuschanensis
- Philonthus tilakholensis
- Philonthus tillius
- Philonthus timorensis
- Philonthus titschacki
- Philonthus tockus
- Philonthus tomicus
- Philonthus torgos
- Philonthus tottenhami
- Philonthus toxopeanus
- Philonthus toxopei
- Philonthus tractatoides
- Philonthus tractatus
- Philonthus tragelaphus
- Philonthus transbaicalia
- Philonthus trapeziceps
- Philonthus trepidus
- Philonthus treron
- Philonthus triangulum
- Philonthus tricoloris
- Philonthus trilobatus
- Philonthus tringa
- Philonthus trinitatis
- Philonthus trionyx
- Philonthus tristipennis
- Philonthus trochilus
- Philonthus trochocerus
- Philonthus trochoecerus
- Philonthus trunculus
- Philonthus truquii
- Philonthus tukchensis
- Philonthus tumulinus
- Philonthus turbatus
- Philonthus turbidus
- Philonthus turbo
- Philonthus turnai
- Philonthus turnix
- Philonthus ubadilius
- Philonthus uelensis
- Philonthus ugandae
- Philonthus uhligi
- Philonthus ullrichi
- Philonthus umboiensis
- Philonthus umbratilis
- Philonthus umbratus
- Philonthus umbrinoides
- Philonthus umbrinus
- Philonthus unguicularis
- Philonthus uniformis
- Philonthus upotovus
- Philonthus upupa
- Philonthus upuzius
- Philonthus uraeginthus
- Philonthus usagarae
- Philonthus usambaricus
- Philonthus ustulatus
- Philonthus ustus
- Philonthus vadoni
- Philonthus vagepunctatus
- Philonthus vagus
- Philonthus validus
- Philonthus vanhoofi
- Philonthus varanus
- Philonthus variabilis
- Philonthus varians
- Philonthus variipennis
- Philonthus varipes
- Philonthus varro
- Philonthus vegetus
- Philonthus velatipennis
- Philonthus ventralis
- Philonthus veronikae
- Philonthus verticalis
- Philonthus vertumnus
- Philonthus vestigator
- Philonthus vesubiensis
- Philonthus victoriensis
- Philonthus vidua
- Philonthus viettei
- Philonthus villiersi
- Philonthus violaceus
- Philonthus virgatus
- Philonthus virgo
- Philonthus viridiniger
- Philonthus viridipennis
- Philonthus viridovix
- Philonthus vittiger
- Philonthus vividus
- Philonthus volvulus
- Philonthus vulgatus
- Philonthus vulpes
- Philonthus waterhousei
- Philonthus whymperi
- Philonthus witteanus
- Philonthus wittei
- Philonthus wittmeri
- Philonthus wuesthoffi
- Philonthus xanthoraphis
- Philonthus xema
- Philonthus xenopus
- Philonthus xerus
- Philonthus yakimae
- Philonthus yaoi
- Philonthus yaqui
- Philonthus yemenicus
- Philonthus yokohamus
- Philonthus zaidius
- Philonthus zhangi
- Philonthus ziloanus
- Philonthus zoothera
- Philonthus zosterops